# Irish Mountaineering Club
Der Irish Mountaineering Club (IMC; deutsch Irische Bergsteiger-Vereinigung, irisch Cumann Sléibhteoireachta na hÉireann) ist ein Alpiner Verein, der sich mit allen Bereichen des Bergsteigens, Kletterns und Boulderns in Irland befasst. Aktuell gibt es über 300 Mitglieder.

## Geschichte

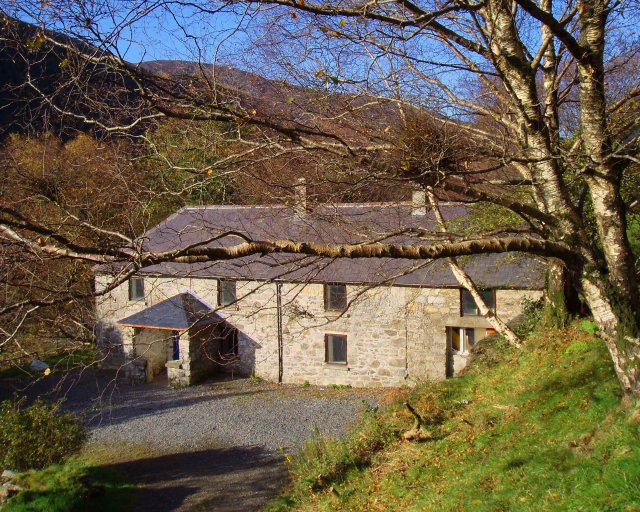
Die IMC-Hütte

Bill Perrott und einige weitere Bergsteiger gründeten 1942 in Dalkey Quarry einen Bergsteiger-Verein für den Bereich des irischen Countys South Dublin. Sie errichteten einige Kletterrouten im Bereich des Countys. Diese Gruppe, heute als The Old IMC bekannt, löste sich 1944 wieder auf.
1948 gründete Perrott zusammen mit Joss Lynam und weiteren Bergsteigern den IMC – diesmal mit dem Ziel, Mitglieder auf der gesamten irischen Insel aufzunehmen und in den größeren Städten Irlands Sektionen zu haben. Erster Präsident war der renommierte Naturforscher Robert Lloyd Praeger. 
In den nächsten Jahren entwickelte sich der IMC zum führenden Verein für Bergsteigen in Irland. In Dublin und Belfast wurden Sektionen errichtet. Eine weitere Sektion wurde für die irischen Auswanderer, die nunmehr im Ausland lebten, gegründet. Im Jahr 1957 erwarb der IMC mit Hilfe eines Zuschusses der Guinness-Brauerei ein Bauernhaus in Glendasan bei Glendalough und wandelte es in eine Berghütte in den Wicklow Mountains um, die von der Sektion Dublin betreut wurde. Diese Hütte mit 21 Schlafplätzen steht heute auch Nicht-Mitgliedern gegen ein erhöhtes Entgelt zur Verfügung.
Ab 1960 wurden in Irland weitere Bergsteiger-Vereine gegründet. Entsprechend sank die Bedeutung des IMC. 1971 wurde die Federation of Mountaineering Clubs in Ireland (FMCI, deutsch Vereinigung der Bergsteiger-Vereine Irlands, heutiger Name: Mountaineering Ireland (MCI), deutsch Bergsteigerverband Irlands) gegründet. In der Folge gab der IMC seine Ambitionen auf, der führende Verband für Bergsteigen auf der gesamten irischen Insel zu sein. Eine weitere Hütte in den Mourne Mountains, die durch die Sektion Belfast betreut wurde, brannte 1989 nieder, wobei es mehrere Schwerverletzte gab. 1991 wurde die Sektion Belfast aufgelöst.
Der Verein ist mittlerweile fast ausschließlich in der Region Dublin tätig.

## Aktivitäten
Der IMC organisiert während des gesamten Jahres zahlreiche Veranstaltungen im Freien und in der Halle. Während des Winterhalbjahres werden Vorträge, die auch Nicht-Mitgliedern offen stehen, organisiert, die sich mit verschiedenen Aspekten zum Bergsteigen und Klettern im In- und Ausland beschäftigen.
Im Sommerhalbjahr findet jede Woche ein Treffen zum Klettern in Dalkey Quarry, einem stillgelegten Steinbruch statt. Daneben wird sich in Kletterhallen zum Klettern getroffen. Seit 1966 beginnt jeweils im April ein Kletterkurs für Anfänger.
Der IMC organisiert auch Reisen für seine Mitglieder zum Bergsteigen und Klettern in In- und Ausland und unterstützt Expeditionen bis in den Himalaya. Dabei wurden der Kangla Tarbo 1 und der Ramabang von IMC-Mitgliedern erstbestiegen.

## Berühmte Mitglieder
- J. C. Coleman – Geograph, Archäologe, Speleologist, Bergsteiger und Schriftsteller
- Harold Drasdo – Kletterer, Schriftsteller und Pädagoge
- Joss Lynam – Bergsteiger und Schriftsteller
- Sé O Hanlon – Radrennfahrer
- Robert Lloyd Praeger – Naturforscher, Schriftsteller und Bibliothekar
- Frank Winder – Professor für Biochemie und Naturforscher